# Дивизия Мориса Матьё (Первая империя)
Пехотная дивизия Мориса Матьё (фр. Division d'infanterie de Maurice Mathieu) — пехотная дивизия Франции периода наполеоновских войн.

## История дивизии
Дивизия была сформирована императором Наполеоном 29 августа 1805 года из полков, дислоцировавшихся в лагере в Бресте, и приписана к 7-му армейскому корпусу Великой Армии. В состав дивизии вошли 7-й полк лёгкой пехоты, 24-й и 63-й полки линейной пехоты. Во главе дивизии был поставлен генерал Морис Матьё.
С мая 1806 года — Пехотная дивизия Эдле (фр. Division d'infanterie de Heudelet).
Расформирована 21 февраля 1807 года после огромных потерь, понесённых в сражении при Эйлау.

## Организация дивизии
На 25 сентября 1805 года:
- 1-я бригада (командир — бригадный генерал Жак Саррю)
  - 7-й полк лёгкой пехоты (командир — полковник Жозеф Буайе)
- 2-я бригада (командир — бригадный генерал Жан Сарразен)
  - 24-й полк линейной пехоты (командир — полковник Жан-Батист Семле)
- 3-я бригада (командир — бригадный генерал Жан-Франсуа Менар)
  - 63-й полк линейной пехоты (командир — полковник Марк-Антуан Лакюэ)
    - Всего: 7 батальонов, 5397 человек

На 1 октября 1806 года:
- 1-я бригада (командир — бригадный генерал Франсуа Аме)
  - 7-й полк лёгкой пехоты (командир — полковник Жозеф Буайе)
- 2-я бригада (командир — бригадный генерал Жак Саррю)
  - 24-й полк линейной пехоты (командир — полковник Жан-Батист Семле)
  - 63-й полк линейной пехоты (командир — полковник Марк-Антуан Лакюэ)
    - Всего: 8 батальонов, около 7120 человек, 8 орудий

## Командование дивизии

### Командиры дивизии
- дивизионный генерал Морис Матьё (29 августа 1803 — 4 апреля 1806)
- бригадный генерал Жак Саррю (4 апреля 1806 — 2 мая 1806)
- дивизионный генерал Этьен Эдле де Бьер (2 мая 1806 — 21 февраля 1807)

### Начальники штаба дивизии
- полковник штаба Анн Тренкалье (12 сентября 1805 — 21 февраля 1807)

### Командиры 1-й бригады
- бригадный генерал Жак Саррю (29 августа 1805 — 2 мая 1806)
- полковник Жозеф Буайе (2 мая 1806 — 23 сентября 1806)
- бригадный генерал Франсуа Аме (23 сентября 1806 — 21 февраля 1807)

### Командиры 2-й бригады
- бригадный генерал Жан Сарразен (29 августа 1805 — 2 мая 1806)
- бригадный генерал Жак Саррю (2 мая 1806 — 14 февраля 1807)
- полковник Жан-Батист Семле (14 февраля 1807 — 21 февраля 1807)